# 16192 Laird
16192 Laird este un asteroid din centura principală de asteroizi.

## Descriere
16192 Laird este un asteroid din centura principală de asteroizi. A fost descoperit pe 4 ianuarie 2000 la Kitt Peak National Observatory în cadrul proiectului Spacewatch. El prezintă o orbită caracterizată de o semiaxă mare de 2,31 ua, o excentricitate de 0,23 și o înclinație de 2,5° în raport cu ecliptica.